# Cantón de Samoëns
El cantón de Samoëns era una división administrativa francesa que estaba situada en el departamento de Alta Saboya y la región de Ródano-Alpes.

## Composición
El cantón estaba formado por cuatro comunas:
- Morillon
- Samoëns
- Sixt-Fer-à-Cheval
- Verchaix

## Supresión del cantón de Samoëns
En aplicación del Decreto nº 2014-153 de 13 de febrero de 2014, el cantón de Samoëns fue suprimido el 22 de marzo de 2015 y sus 4 comunas pasaron a formar parte del nuevo cantón de Cluses.